# Gmina Trpanj
Gmina Trpanj (chorw. Općina Trpanj) – gmina w Chorwacji, w żupanii dubrownicko-neretwiańskiej. W 2011 roku liczyła 721 mieszkańców, a w 2021 roku 671.

## Miejscowości
Gmina składa się z następujących miejscowości:
- Donja Vrućica
- Duba Pelješka
- Gornja Vrućica
- Trpanj